# 奈良県立畝傍高等学校の人物一覧
奈良県立畝傍高等学校の人物一覧（ならけんりつうねびこうとうがっこうのじんぶついちらん）は、奈良県立畝傍高等学校に関係する主な人物の一覧記事。

## 著名な出身者

### 政治（立法・行政）
- 新谷寅三郎 - 郵政大臣（第25代）。元参議院議員（奈良県選挙区・全国区；自民党）
- 奥野誠亮 - 国土庁長官（第16代）。元衆議院議員（奈良3区選出；自民党）
- 森義視 - 元衆議院議員（奈良県全県区選出；日本社会党）。元橿原市長[注釈 1]
- 吉田之久 - 元参議院議員（奈良県選挙区；民主党・新進党・民社党）、元衆議院議員（奈良県全県区；民社党）
- 大西孝典 - 元衆議院議員（奈良4区・比例近畿ブロック選出；民主党）
- 高市早苗 - 総務大臣（第18・19代、第23代）。衆議院議員（奈良3区・奈良2区選出）
- 吉川元偉 - 外交官、国連大使、国際基督教大学特別招聘教授
- 淵田美津雄 - 大日本帝国海軍大佐[注釈 2]
- 島中雄三 - 東京市会議員（2区選出；社会民衆党）。文筆家、社会主義運動家[注釈 3]。
- 好川三郎 - 橿原市長（初代）[注釈 4]
- 阿古和彦 - 葛城市長
- 堀内大造 - 大和高田市長

### 法曹
- 松田美和 - 弁護士。元NHKリポーター

### 運動家
- 嶋中雄作 - 中央公論社社長、『婦人公論』創刊。反軍的な自由主義で、1944年言論弾圧横浜事件に連座
- 西光万吉 - 部落解放・社会運動家。水平社宣言執筆、全国水平社創立者の一人（中退後、平安中学へ編入学）
- 山下力 - 部落解放運動家、『被差別部落のわが半生』著者

### 学術
- 網干善教 - 考古学者、関西大学名誉教授。高松塚古墳の発掘調査を指揮
- 大峯顕 - 哲学者、大阪大学名誉教授。浄土真宗教学研究（浄土真宗本願寺派）
- 田村圓澄 - 日本古代仏教史、九州大学名誉教授。『日本仏教史』『古代日本の国家と仏教』（仏教伝道協会仏教伝道文化賞）
- 畑中正一 - ウイルス学、京都大学名誉教授。塩野義製薬相談役
- 樋口清之 - 考古学者、民俗学者、國學院大學名誉教授
- 森一郎 - 英語学、東京都立日比谷高等学校元教諭。『試験にでる英単語』著者
- 森本六爾 - 考古学者、唐古・鍵遺跡発掘。松本清張『断碑』のモデル
- 山内得立 - 哲学者、京都大学名誉教授、京都学芸大学（現京都教育大学）元学長
- 脇田宗孝 - 工芸・文化財教育、奈良教育大学名誉教授

### 経済・実業
- 奥村太加典 - 奥村組代表取締役社長、全国建築業協会会長
- 阪本道隆 - 元南都銀行頭取
- 植野康夫 - 元南都銀行頭取
- 辻本憲三 - カプコン会長兼CEO。コンピュータソフトウェア著作権協会理事長、コンピュータエンターテインメント協会会長
- 西井孝明 - 味の素社長（第13代）
- 西川善文 - 日本郵政初代社長、日本郵政公社総裁。元三井住友フィナンシャルグループ社長
- 前川喜作 - 実業家、和敬塾創設者
- 脇田珠樹 - セブン&アイ・ホールディングスCSO。元ニッセンホールディングス社長、元シャディ会長

### マスメディア
- 堀井良殷 - 公益財団法人関西・大阪21世紀協会理事長
- 新口絢子 - フリーアナウンサー

### 文芸
- 阿波野青畝 - 俳人、『ホトトギス』の中心的同人[注釈 5]
- 五代ゆう - 小説家、ファンタジア長編小説大賞受賞者
- 保田與重郎 - 文芸評論家、日本浪曼派、戦後保守論壇の中心人物

### 舞台芸術・芸能
- 松村又一 - 作詞家。こまどり姉妹『お月さん今晩わ』、淡谷のり子『想い出のブルース』等
- 麿赤児 - 俳優、舞踏家、演出家

### スポーツ
- 梅本由紀 - 女子プロ野球選手・京都アストドリームス（旧・耳成高校時に入学）
- 戸田与三郎 - プロ野球選手（南海ホークス）

## 著名な教職員
- 永井道明 - 分校の教諭兼舎監。旧制中学校の初代校長
- 小田省吾 - 旧制中の校長